# Babočka bílé L

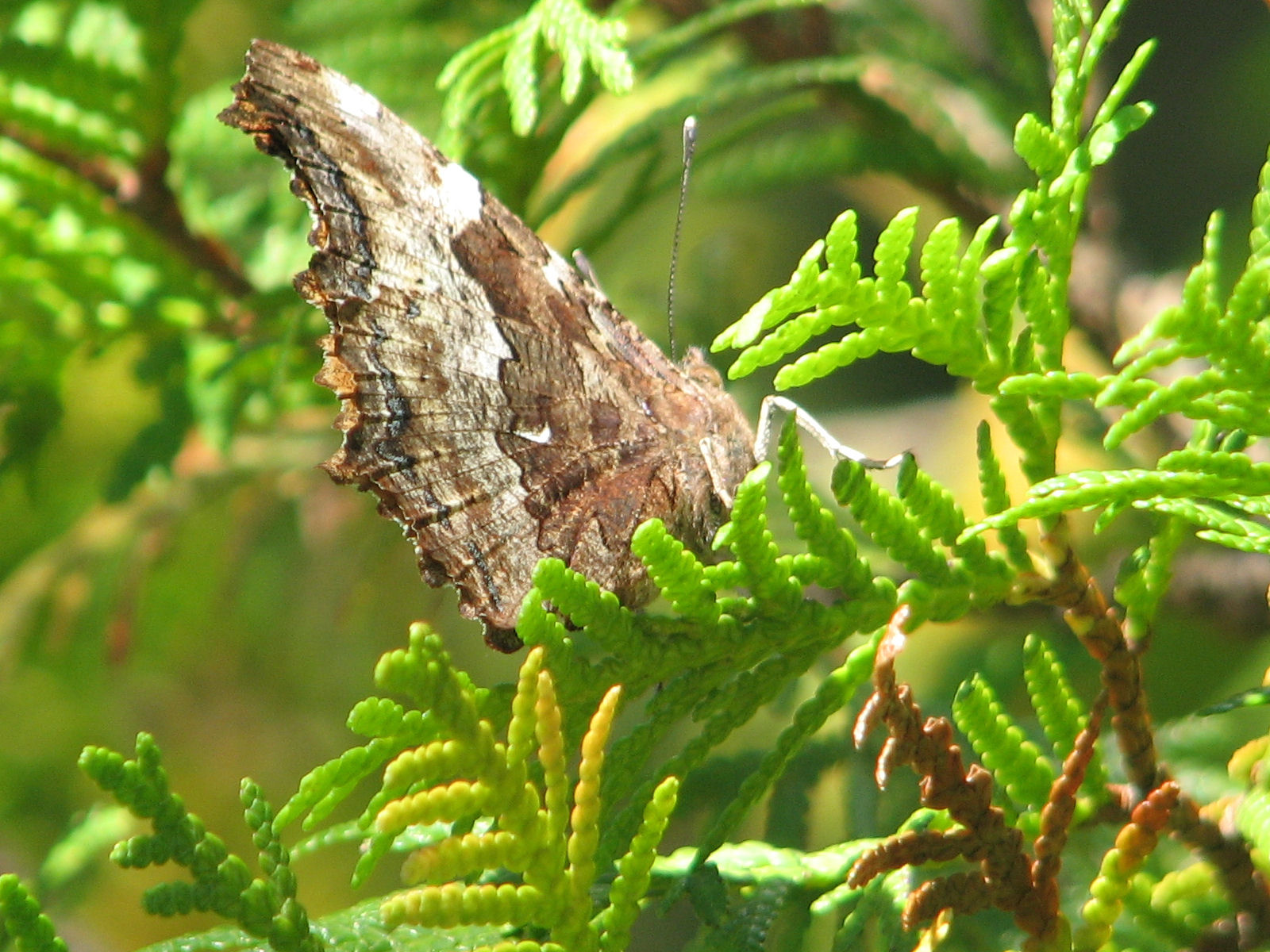
spodní strana křídel

Babočka bílé L (Nymphalis vaualbum) je denní motýl z čeledi babočkovitých (Nymphalidae).

## Popis

### Motýl
Motýli dosahují rozpětí křídel 50 až 58 milimetrů. Mají oranžovohnědou až žlutohnědou základní barvu. Na předních křídlech je několik černých skvrn různých velikostí. Blízko vrcholu křídla vystupuje bělavá skvrna. Vnější okraj je tmavý a silně zubatý. Zadní křídla vykazují výraznou bílou skvrnu uprostřed předního okraje a mají také silně zubatý vnější okraj. Dalším typickým znakem je bílá značka ve formě písmene L na světle hnědé zadní části zadního křídla, a proto je tento druh v češtině označován jako „babočka bílé L“.

### Housenka, kukla
Housenky jsou hnědé nebo tmavě modrošedé barvy, mají nažloutlé, pichlavé vyvýšeniny a široký žlutý, tmavě rozdělený boční pruh. Kukla má okrově žlutou nebo hnědošedou barvu, nápadnou špičku a má několik duhových stříbrných skvrn.

## Podobné druhy
Motýli jsou podobní babočce jilmové (Nymphalis polychloros), babočce vrbové (Nymphalis xanthomelas) a babočce kopřivové (Aglais urticae). Všem výše uvedeným druhům však chybí výrazná bílá skvrna na horní části zadních křídel a bílá L na zadní straně zadních křídel.

## Distribuce a výskyt
Distribuční oblast druhu zahrnuje východní Evropu, Rumunsko, Ukrajinu, jižní Rusko do oblastí západně od Uralu, jižní část Sibiře do Himalájí a Japonska. Vyskytuje se také v Severní Americe od jižní Aljašky po Maryland. Jednotlivé nálezy byly hlášeny také z Kalifornie a Floridy. Motýli jsou především obyvateli lesů. Podobně jako u Nymphalis xanthomelas existují i starší záznamy o východním Rakousku, například Dolní Rakousko, Vídeň a okolí.
Tento druh je od 60. let 20. století na území Čech, Moravy a Slovenska vyhynulý.

## Způsob života
Motýli létají v jedné generaci od června do konce léta, přezimují a létají znovu od začátku jara do června následujícího roku. Housenky žijí společensky na vrbách (Salix), jilmu (Ulmus) a bříze (Betula) a také na osice (Populus tremula). Motýli obvykle potřebují k vývoji chladné zimy, a proto se zřídka vyskytují v mírných pásmech.

## Ohrožení a ochrana
Nymphalis vaualbum není původem z Německa a vyskytuje se jen velmi zřídka jako motýl migrující. V německy mluvících zemích jsou známa jednotlivá pozorování z Dolního Rakouska.
V Červeném seznamu Rakouska je druh klasifikován jako „kriticky ohrožený“ (CR).
Tento druh je chráněn evropským právem a je uveden jako prioritní druh v přílohách II („Druhy živočichů a rostlin v zájmu společenství, jejichž ochrana vyžaduje vyznačení zvláštních území ochrany“) a IV („Druhy živočichů a rostlin v zájmu společenství, které vyžadují přísnou ochranu“) evropské Směrnice o ochraně přírodních stanovišť, volně žijících živočichů a planě rostoucích rostlin.

## Synonyma
- Nymphalis l-album Esper, 1781